# X俱樂部
X俱樂部（英語：X Club）是19世紀末由9位支持自然选择理论和学术自由的英国科学家组成的一个餐饮俱乐部。该俱乐部由湯瑪斯·亨利·赫胥黎发起，首次会议于1864年11月3日召开。成员包括乔治·巴斯克（George Busk）、爱德华·弗兰克兰、托马斯·阿彻·赫斯特（Thomas Archer Hirst）、约瑟夫·道尔顿·胡克、约翰·卢伯克、赫伯特·斯宾塞、威廉·斯波蒂斯伍德（William Spottiswoode）和约翰·丁达尔。这些科学家坚持“科学应当纯粹自由、不受宗教教条束缚”的信念。对英国科学研究界产生了深远影响。《自然》早期的许多期刊文章正是由X俱乐部成员撰写。

## 背景与社交关系
1864年11月3日，首场晚宴在伦敦雅宝街的圣乔治酒店（St. George's Hotel）举行，当时的八位成员已彼此熟识。
1864年12月，威廉·斯波蒂斯伍德加入俱乐部，此时这些成员已经通过社交网络形成了一个紧密的科学圈，成员间友谊深厚。俱乐部成员大多具有相似的中产阶级背景和自由主义神学思想，关注自然史、自然主义和自由思想，致力于不受宗教影响的科学讨论，推动英国科学界的自由学术氛围。

## 科学氛围
X俱乐部的成立正值维多利亚时代科学与宗教冲突激烈之际。
1859年，查尔斯·达尔文的《物种起源》引发了关于进化论的激烈争议。俱乐部成员深信，达尔文的进化论对科学摆脱宗教束缚具有重要意义。1864年，X俱乐部成员为达尔文获得科普利奖章的提名做出了重要贡献。
此外，俱乐部成员还积极支持自由主义神学和进步学术的代表作品，例如1860年出版的《论文与评论》（Essays and Reviews）以及约翰·威廉·科伦索（John William Colenso）对《旧约》的批判性研究。

## 餐饮俱乐部与成立目的
19世纪晚期的英国餐饮俱乐部通常是志同道合者聚集，讨论新思想的非正式场所。赫胥黎提议成立X俱乐部，目的是维系朋友关系，并提供一个不受神学束缚的学术讨论平台。俱乐部的名字在1865年5月确定为“X”，赫胥黎曾开玩笑称，X象征俱乐部“不受任何既定信条的束缚”。

## 影响力
1864年至1893年间，X俱乐部在科学界获得了显著影响力，许多成员相继在英国皇家学会和英国科学促进会担任要职。俱乐部成员多次出任皇家学会会长、财政官和秘书等重要职务，掌控了大量学术资源。尽管俱乐部的影响力引发了外界关于“科学专权”的质疑，但成员们始终坚持俱乐部仅是维系友谊的私密团体。

## 衰落与解散
进入1880年代后，随着几位成员的去世和健康状况恶化，X俱乐部逐渐解体。1883年，威廉·斯波蒂斯伍德因伤寒去世，俱乐部随之进入衰退期。1893年3月，俱乐部举行了最后一次非正式会议，仅有两位成员出席，X俱乐部自此走向终结。